# Demokratiska alliansen (Grekland)
Demokratiska alliansen (grekiska: Δημοκρατική Συμμαχία, Dimokratiki Symmachia) var ett mittenpolitiskt parti i Grekland. Det grundades den 21 november 2010 av Dora Bakoyannis, tidigare bland annat Greklands utrikesminister. Hon lämnade liberaldemokratiska Ny demokrati på grund av oenighet kring de nödlån som EU och IMF hade beviljat till Grekland. Partiets första kongress ägde rum i slutet av maj 2011.
Partiet tillhörde Europeiska liberala, demokratiska och reformistiska partiet (ELDR) och dess enda Europaparlamentariker (som invaldes på Ny Demokratis mandat) tillhörde Gruppen Alliansen liberaler och demokrater för Europa (ALDE).